# Podlesie Dębowe
Podlesie Dębowe – wieś w Polsce położona w województwie małopolskim, w powiecie tarnowskim, w gminie Żabno.
W latach 1975–1998 miejscowość administracyjnie należała do województwa tarnowskiego.
We wsi znajduje się kąpielisko "Kakałko".